# MINUSTAH Medaille
MINUSTAH was een vredesmissie van de Verenigde Naties. De afkorting staat voor "Mission des Nations Unies pour la stabilisation en Haïti", een mandaat in Haïti.
De VN-vredesmacht is in Haïti sinds 2004 aanwezig. De missie wordt geleid door het Braziliaanse leger. Het huidige mandaat loopt tot en met 14 oktober 2010, nadat het door Resolutie 1892 Veiligheidsraad Verenigde Naties werd verlengd. De vredesmacht bestaat uit 6940 militairen en 2211 agenten.
Zoals gebruikelijk stichtte de secretaris-generaal van de Verenigde Naties een van de Medailles voor Vredesmissies van de Verenigde Naties voor de deelnemers. Deze MINUSTAH Medaille wordt aan militairen en politie-agenten uit Benin, Bolivia, Bosnië en Herzegovina, Brazilië, Burkina Faso, de Republiek Kameroen, Canada, de Republiek Tsjaad, Chili, de Volksrepubliek China, Kroatië, Frankrijk, Ghana, Guatemala, het Hasjemitisch Koninkrijk Jordanië, het Koninkrijk Nepal, Niger, Paraguay, Peru, Portugal, Senegal, Turkije, de Verenigde Staten van Amerika en Uruguay verleend.